# Voz de Fuego
Voz de Fuego (en inglés:Voice of Fire) es una pintura abstracta, acrílico sobre lienzo realizada por el pintor norteamericano Barnett Newman en 1967. La obra extremadamente simple muestra tres franjas verticales contiguas de igual ancho, la franja central es roja, y a cada lado se ubica una franja azul.
La compra de Voz de Fuego por la National Gallery of Canada en Ottawa para su colección permanente en 1989 a un precio de $1.8 millones de dólares causó gran controversia. Algunos habitantes de Ottawa se burlaron de la compra imprimiendo remeras y corbatas que era similares a la pintura. Un libro titulado Voices of Fire: Art Rage, Power, and the State, editado por Bruce Barber, Serge Guilbaut y John O'Brian, y publicado en 1996, analiza la controversia sobre la compra de esta pintura.